# Arteria deferenziale
L'arteria deferenziale, così come il nome suggerisce, è un'arteria nei maschi che irrora il dotto deferente.

## Decorso
L'arteria solitamente nasce dal tronco anteriore dell'arteria vescicale superiore. Affianca il dotto deferente nel testicolo, dove si anastomizza con l'arteria testicolare. In questo modo fornisce il sangue anche ai testicoli e agli epididimi. Un piccolo ramo irrora invece l'uretere.